# Pyłkowica
Pyłkowica (łac. pollinosis) – choroba objawiająca się objawami ze strony układu oddechowego (np. astmą oskrzelową) lub pokarmowego związana z inhalacją pyłków przez osobę uczuloną.

## Przyczyny
Choroba wywołana jest uczuleniem na pyłek roślin, czyli męskich komórek rozrodczych roślin, unoszący się w powietrzu w porze kwitnienia. Głównym narządem reakcji alergicznej w pyłkowicy jest błona śluzowa nosa i spojówki oraz gardło i oskrzela, a osoby chore najczęściej są uczulone na pyłki traw i zbóż (około 80%), drzew (około 35%) i bylicy (8%).

## Epidemiologia
Najczęściej choroba ujawnia się między 10. a 20. rokiem życia i rzadko pojawia się po raz pierwszy po 40. roku życia. Przebieg pyłkowicy zależy od właściwości indywidualnych chorego. Mogą przeważyć dolegliwości ze strony oczu lub dolegliwości ze strony nosa. Oba narządy mogą być dotknięte pyłkowicą w równym stopniu. Nasilenie jej objawów w sezonie pylenia ma ścisły związek z aktualnym stężeniem uczulającego pyłku w powietrzu.

## Objawy
Uwalniana z komórek tucznych histamina pobudza obwodowe nerwy czuciowe, powodując napady kichania. Ten i inne mediatory procesu zapalnego doprowadzają też do pojawienia się obfitej i wodnistej wydzieliny z nosa, zwanej katarem siennym (w tym przypadku również pyłkowym nieżytem nosa). Wszystkiemu towarzyszy blokada nosa będąca odczuwalnym skutkiem obrzęku błony śluzowej oraz uporczywy świąd. Choć objawy nosowe pyłkowicy są najczęstsze, nie należą do jedynych. Chorzy mogą cierpieć również na alergiczne zapalenie spojówek (świąd, pieczenie i przekrwienie spojówek, łzawienie oczu i obrzęk powiek), astmę pyłkową (napadowy, suchy kaszel) lub dolegliwości skórne (pokrzywka, obrzęk naczynioruchowy, zaostrzony przebieg atopowego zapalenia skóry). U pacjentów może wystąpić też zespół alergii jamy ustnej, najczęściej po spożyciu surowych owoców lub warzyw u ludzi, u których występuje uczulenie na pyłki traw, drzew (szczególnie brzozy) lub chwastów (szczególnie bylicy). Zespół ten charakteryzuje się występowaniem świądu, pieczenia, mrowienia, obrzęku warg, podniebienia lub języka. Należy również pamiętać o ryzyku pojawienia się objawów ogólnoustrojowych, a nawet reakcji anafilaktycznej. Najbardziej narażeni na nie są pacjenci chorujący równocześnie na astmę oskrzelową. 

## Diagnostyka i leczenie
Diagnostyka choroby obejmuje najczęściej wywiad, badanie przedmiotowe, testy skórne, ocenę przeciwciał IgE oraz próby prowokacyjne. W leczeniu stosuje się leczenie przyczynowe (eliminację alergenu oraz immunoterapię), leczenie objawowe (leki przeciwhistaminowe, przeciwanafilaktyczne, obkurczające błonę śluzową, kortykosteroidy), a także leczenie chirurgiczne (poprawiające drożność oraz zmniejszające wpływ układu przywspółczulnego na błonę śluzową nosa).

## Klasyfikacja ICD10
| kod ICD10     | nazwa choroby                                                            |
| ------------- | ------------------------------------------------------------------------ |
| ICD-10: J30.1 | Uczuleniowe zapalenie błony śluzowej nosa spowodowane pyłkami kwiatowymi |
| ICD-10: J30.2 | Inne sezonowe uczuleniowe zapalenie błony śluzowej nosa                  |
| ICD-10: H10.1 | Ostre atopowe zapalenie spojówek                                         |